# 110–136 Flemington Street

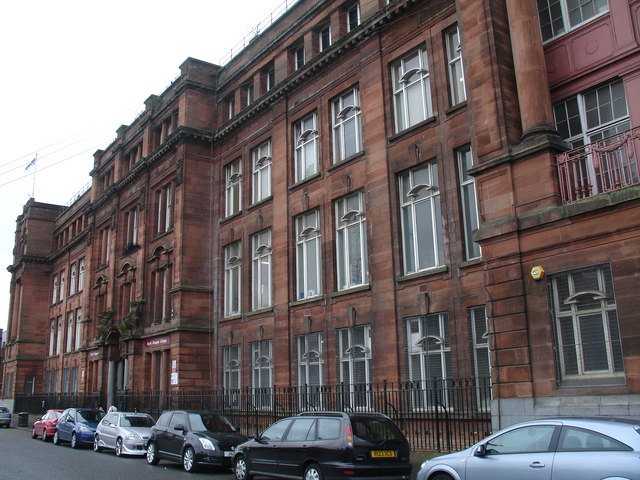
110–136 Flemington Street

Unter der Adresse 110–136 Flemington Street in der schottischen Stadt Glasgow befindet sich ein Geschäftsgebäude. 1990 wurde das Bauwerk in die schottischen Denkmallisten in der höchsten Denkmalkategorie A aufgenommen.

## Geschichte
Das Gebäude wurde ab 1908 als Büroblock der North British Locomotive Company erbaut. Das Unternehmen betraute den schottischen Architekten James Miller mit dem Entwurf. Am 10. September 1909 wurde das Gebäude eröffnet. Die Gesamtkosten beliefen sich auf 60.000 £. Nach dem Konkurs des Lokomotivproduzenten im Jahre 1962 nutzte das Springburn College of Engineering die Räumlichkeiten. Die nötigen Umbauarbeiten zwischen 1962 und 1965, die mit 300.000 £ zu Buche schlugen, planten William Nimmo & Partners. Zwischenzeitlich als North Glasgow College bezeichnet zog die Hochschule 2010 in einen Neubau um.

## Beschreibung
Das vierstöckige Gebäude steht an der Flemington Street im nördlichen Glasgower Stadtteil Springburn. Der längliche Neobarockbau besteht aus vier Gebäudeteilen, die ein Atrium umschließen. Die nordexponierte Hauptfassade ist detailliert ausgestaltet. Das Hauptportal flankieren ionische Säulen, die einen Architrav mit gesprengtem Segmentbogengiebel tragen. Sein Tympanum ist reich skulpturiert und zeigt ein Lokomotivenmotiv. Skulpturen flankieren den Giebel. Die Pfosten der darüberliegenden Drillingsfenster sind als Säulen gearbeitet. Kolossale Pilaster erstrecken sich entlang des Mittelrisaliten. Schlichter ausgestaltete Eckrisalite treten aus der Fassade heraus. Die übrigen Fassaden sind deutlich schlichter ornamentiert.